# Albert Öijermark
Gustaf Albert Öijermark (Sundbyberg, 16 febbraio 1900 – Sundbyberg, 9 luglio 1976) è stato un calciatore svedese, di ruolo centrocampista.

## Carriera
Con la sua Nazionale partecipò ai Giochi olimpici del 1920.